# Tereza Smitková
Tereza Smitková (Hradec Králové, 10 de Outubro de 1994) é um tenista profissional tcheca.

## WTA finais

### Simples (1–0)
| Posição | N. | Data            | Torneio         | Piso     | Oponente            | Placar        |
| ------- | -- | --------------- | --------------- | -------- | ------------------- | ------------- |
| Campeã  | 1. | 3 Novembro 2014 | Limoges, França | Duro (i) | Kristina Mladenovic | 7–6(7–4), 7–5 |

## ITF finais (9–7)

### Simples (4–2)
| Legenda            |
| ------------------ |
| $100,000 tourneios |
| $75,000 tourneios  |
| $50,000 tourneios  |
| $25,000 tourneios  |
| $15,000 tourneios  |
| $10,000 tourneios  |

| Finais por Piso |
| --------------- |
| Duro (3–1)      |
| Saibro (1–1)    |
| Grama (0–0)     |
| Carpete (0–0)   |

| Posição | N. | Data              | Torneio             | Piso     | Oponente           | Placar             |
| ------- | -- | ----------------- | ------------------- | -------- | ------------------ | ------------------ |
| Vice    | 1. | 1 Agosto 2011     | Iława, Polônia      | Saibro   | Ulrikke Eikeri     | 3–6, 2–6           |
| Campeã  | 1. | 16 Janeiro 2012   | Stuttgart, Alemanha | Duro (i) | Maryna Zanevska    | 6–4, 7–6(7–4)      |
| Vice    | 2. | 13 Fevereiro 2012 | Leimen, Alemanha    | Duro (i) | Melanie Klaffner   | 6–2, 6–7(5–7), 1–6 |
| Campeã  | 2. | 12 Março 2012     | Bath, Reino Unido   | Duro (i) | Katarzyna Piter    | 4–6, 6–2, 6–1      |
| Campeã  | 3. | 9 Abril 2012      | Hvar, Croácia       | Saibro   | Karla Popović      | 2–6, 6–2, 6–4      |
| Campeã  | 4. | 14 Abril 2014     | Qarshi, Uzbequistão | Duro     | Nigina Abduraimova | 6–3, 4–6, 7–6(7–4) |